# Ракитница (притока Неретве)
Ракитница је река у Босни и Херцеговини која извире на западним обронцима планине Трескавице у близини насеља Ракитнице, на надморској висини од 1520 m и улива се у Неретву на планинској тромеђи Бјелашница-Височица-Прењ, као њена десна притока, недалеко од Борачког језере, на надморској висини од 324 m.
На надморској висини од 1469 m, на десној обали реке, налази се село Лукомир где и данас опстаје добро очувани традиционални начин живота. Село је јединствено по својим каменим кућама које су прекривене шиндром од трешњиног дрвета.

## Кањон Ракитнице
Ова типична планинска река дубоко се усекла између Бјелашнице са десне и Височице са леве стране, правећи кањон с низом брзака, слапова, водопада и мирних базена. Кањон Рактинице је најдужи и најдубљи у Босни и Херцеговини, дуг је преко 20 km, а дубина се креће између 800 и 1000 m. Почетак кањона Ракитнице налази се на надморској висини од 1120 m.
Најатрактивнији део тока ове реке налази се између моста на саобраћајници Лукомир-Бобовица до Лучице (Бајрина колиба). То је ток реке од 4-5 km с падом од око 300 m и бројним слаповима и водопадима.
У току великих падавина и топљења снега на неким деловима ниво Ракитнице се подигне и за 20 m. У време пролећних киша нарочито су атрактивни водопади који се обарају са високих стена на обронцима Височице. Такав је водопад Студени Поток, где током одређених периода у години вода пада у кањон са висине од 400 m.

## Флора и фауна
Целокупна дужина кањона Ракитнице је станиште ендемских врста флоре и фауне. Овде постоје 32 ендемске врсте биљака, цветова и дрвећа специфичних за динарско планинско подручје. Медведи, вукови, дивље свиње, лисице и дивокозе су присутне животињске врсте.
Својим током од 32 km Ракитница не протиче кроз насељана места, а вода је питка од извора до ушћа. У њој се налазе поточна и мекоусна пастрмка (ендем) и липљан, и то у великим количинама. Најповољнији део тока за риболов је од друмског моста код села Тушила до пешачког моста на стази за Бобовицу.